# 2015 aux Tuvalu
Cet article présente les faits marquants de l'année 2015 aux Tuvalu.

## Évènements

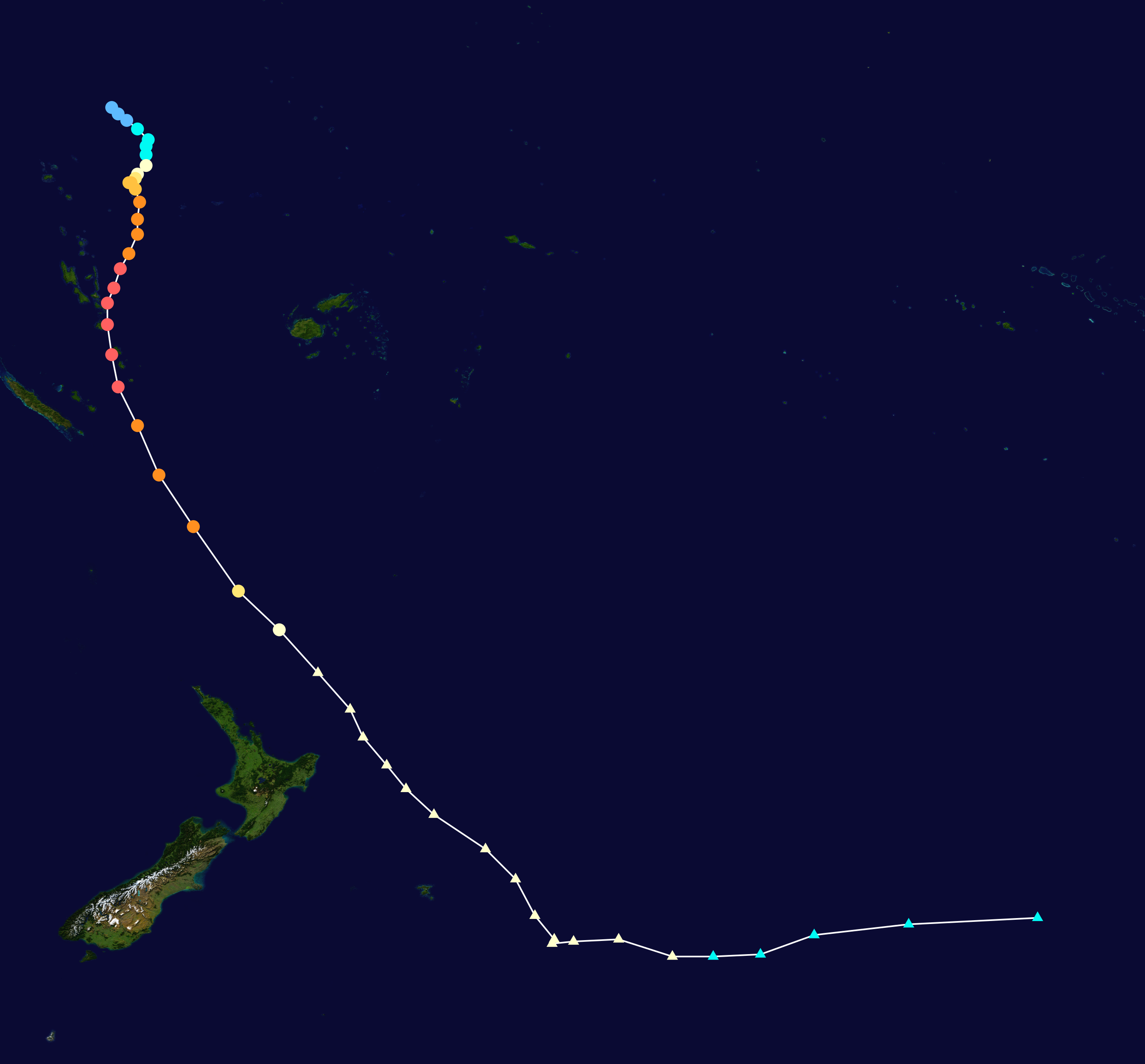
Progression du cyclone Pam en mars 2015 (du nord au sud). Les points rouges indiquent les lieux où le cyclone est de catégorie 5. Le quatrième point rouge en partant du haut se situe sur l'île d'Éfaté, où se trouve la capitale du Vanuatu, Port-Vila.

- mars : Le cyclone Pam détruit des foyers, endommage des terres agricoles et provoque d'importantes inondations. Les réserves en eau potable sur plusieurs îles sont contaminées par l'eau de mer. L'état d'urgence est décrété[1],[2]. Le Premier ministre Enele Sopoaga estime que 45 % de ses concitoyens ont été contraints de fuir leur foyer[3].
- 31 mars : élections législatives (initialement prévues le 19 mars mais reportées à la suite des dégâts provoqués par le cyclone)[2]. Le Premier ministre Enele Sopoaga conserve la direction du gouvernement, avec une majorité absolue et accrue des sièges.
- 29 décembre : L'ensemble des îles du pays sont frappées par des vents violents « allant jusqu'à 100 km/h ». Si aucun mort n'est à déplorer, une cinquantaine de foyers et de commerces sont détruits ou endommagés[4].